# Гай Цильний Меценат
Гай Ци́льний Мецена́т (лат. Gāius Cilnius Maecēnās, около 70 до н. э. — 8 до н. э.) — древнеримский государственный деятель и покровитель искусств. Близкий друг императора Августа и своего рода министр культуры при нём. Имя Мецената как поклонника изящных искусств и покровителя поэтов сделалось нарицательным.

## Биография

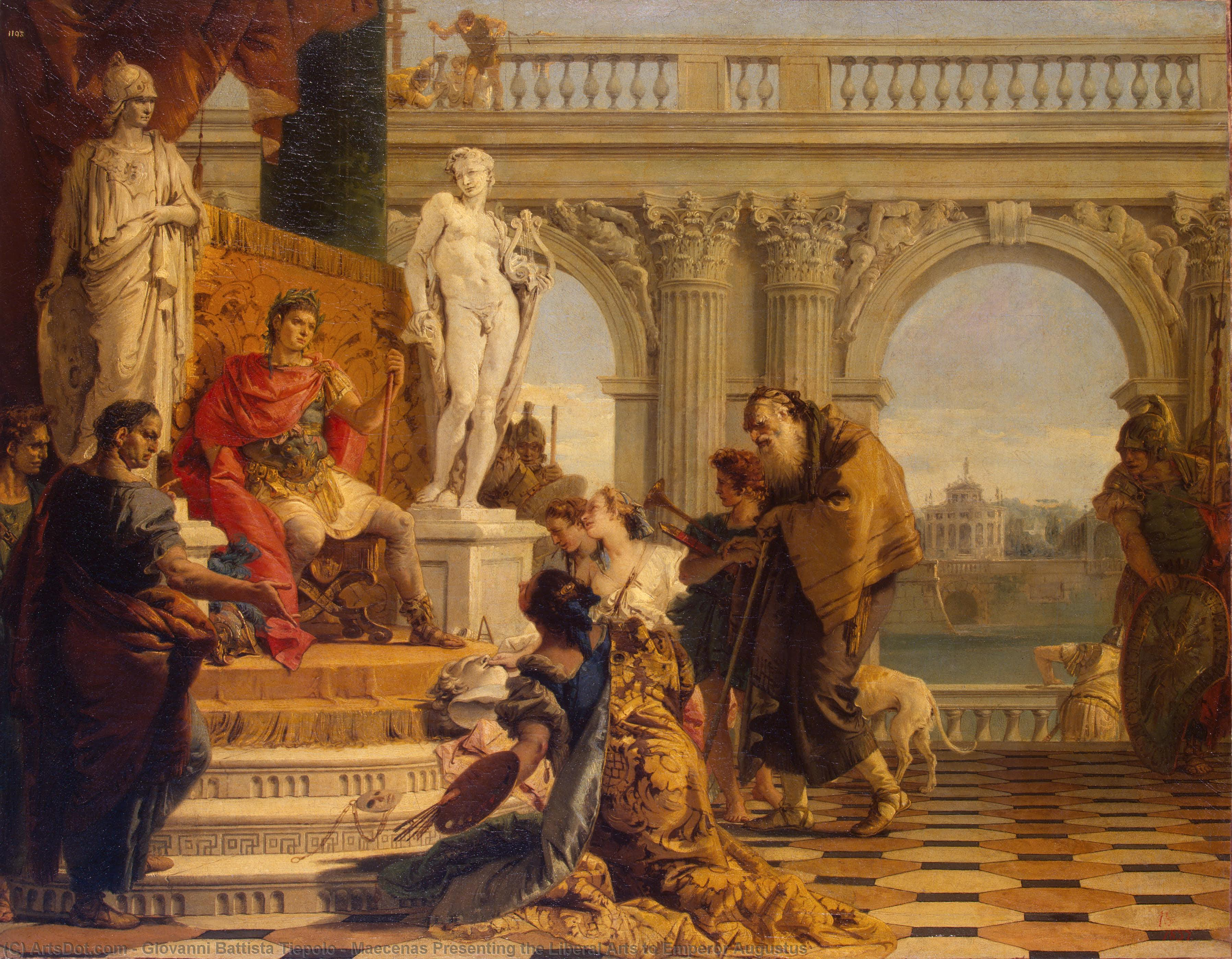
Тьеполо Джованни Баттиста. «Меценат представляет императору Августу свободные искусства»

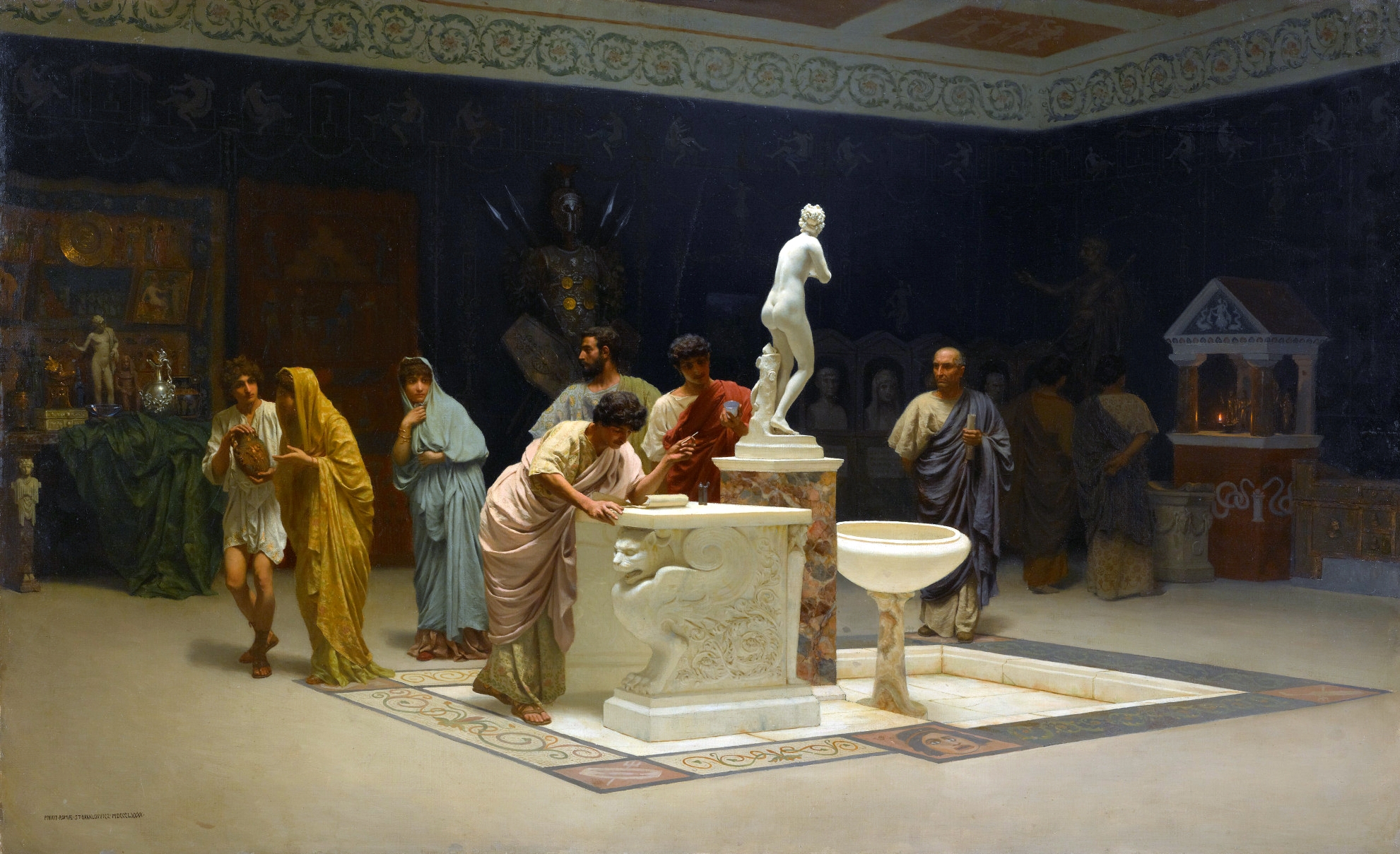
Степан Бакалович. «В приемной у Мецената»

Происходил из древнего этрусского рода Цильниев; родился, как предполагают, между 74 и 64 годами до н. э. и по рождению принадлежал к сословию всадников.
Убеждённый в необходимости монархического правления в Риме и считая Октавиана наиболее соответствующим идеалу правителя, он во время гражданской войны встал на его сторону и часто исполнял важные его поручения. Так, он был в числе послов, которые должны были в Брундизии устроить примирение Марка Антония с Октавианом; во время войны с Секстом Помпеем ему дважды приходилось успокаивать народное волнение в Риме; после битвы при Акциуме он разрушил замыслы молодого Эмилия Лепида.
По окончании войны Меценат жил в Риме и в отсутствие Октавиана Августа вёл государственные дела, не занимая никакой официальной должности, но будучи вместе с Агриппой самым влиятельным и доверенным другом и помощником Августа и принимая самое деятельное участие во всех действиях императора по устроению государства и упрочению власти. В своих отношениях к Августу он был свободен от низкопоклонства и заискивания и высказывал с полной свободой свои взгляды, нередко совершенно противоположные планам императора.
Своей близостью к Августу он пользовался для того, чтобы сдерживать страстные порывы, нередко доводившие императора до жестокости. Стали историческими переданные Дионом Кассием (Dio Cass., 54, 6) слова: «Surge tandem, carnifex!» (Да полно же тебе, мясник!), которыми Меценат однажды удержал Августа от подписания многих смертных приговоров.

## Меценат и поэты
Лучшие поэты того времени находили в Меценате внимательного и заботливого покровителя и защитника, а один из них, Гай Меценат Мелисс, даже взял его имя. Вергилию он оказал помощь против насилия со стороны одного центуриона и хлопотал о возвращении ему отнятого у него имения, о чём поэт рассказывает в своих «Георгиках». Горацию он подарил своё сабинское поместье.
Поклонник основ эпикурейской философии, Меценат предавался наслаждениям в такой степени, какая даже римлянам того времени казалась чрезмерной. Он умер в 8 г. до н. э. (746 от основания города Рима), горячо оплакиваемый друзьями и всем народом и завещав все своё имущество Августу. Из его сочинений (преимущественно о предметах естественно-исторических) уцелели только отрывки.